# Lucio Opimio
Lucio Opimio  fue un político y militar de la República romana.

## Pretura
Hijo del cónsul del año 154 a. C. Quinto Opimio, fue pretor en 125 a. C. Su pretura se recuerda por aplastar la Revuelta de Fregellae, ciudad que se había sublevado pidiendo la ciudadanía romana. La ciudad le fue entregada por uno de sus ciudadanos de nombre Q. Numitorius Pullus y Opimio tomó severa venganza sobre los habitantes.

## Consulado
Pertenecía al partido aristocrático, tenía fuerte influencia en el senado romano y fue uno de los máximos opositores de Cayo Graco. En el año 123 a. C. fue candidato al consulado para el año siguiente, pero Cayo Graco apoyó a Cayo Fannio el cual fue elegido.
Pero al año siguiente fue elegido cónsul para el año 121 a. C. junto a Quinto Fabio Máximo Alobrógico como colega consular, y tomó parte en el que quizá fuera uno de los eventos más importantes de la historia de Antigua Roma mientras Fabio se fue a combatir a las tribus galas.
Cuando Cayo Sempronio Graco y Marco Fulvio Flaco perdieron la campaña política para su reelección, Graco organizó una protesta masiva en el Monte Aventino. Alarmado por este movimiento de Graco, el Senado aprobó un Senatus Consultum Ultimum que Opimio interpretó como una orden directa para suprimir las actividades de Graco utilizando los métodos que fueran necesarios, incluyendo la fuerza. Opimio organizó una fuerza de senadores y sus seguidores y los enfrentó con Graco, Flaco y sus partidarios. Graco y Flaco murieron en esta batalla y tras limpiar la ciudad de sus oponentes, Opimio estableció un quaestio, o tribunal que condenó a muerte a 3.000 hombres bajo la acusación de traición.

## Juicio
La victoria de Opimio estableció el Senatus Consultum Ultimum, como una práctica constitucional habitual, provocando que varias facciones del Senado la utilizaran unas contra otras a lo largo de la historia de la República, generando cada vez una mayor tensión entre los bandos senatoriales que desembocó en las tres Guerras Civiles que asolaron la República y provocaron el nacimiento del Imperio romano bajo el primero de sus dirigentes, César Augusto.
En el año 120 a. C. el tribuno de la plebe Q. Decio, lo acusó de haber ejecutado a ciudadanos romanos sin juicio previo; fue defendido por el cónsul Cayo Papirio Carbón, antiguo partidario de Graco ahora en el campo de los aristócratas; pero el terror desatado por Opimio asustó al orden ecuestre y fue absuelto.
Más tarde Opimio tendría que enfrentar otros juicios de resultado no tan favorable.

## Hechos posteriores
En 112 a. C., Opimio lideró una comisión enviada para organizar la división del Reino de Numidia entre Yugurta y su hermano Aderbal de Numidia. Los miembros de esta comisión serían posteriormente sospechosos de haber recibido sobornos de Yugurta, para asignarle la mayor parte del país.
Esta conducta escandalosa pasó desapercibida por un tiempo, pero cuando el ejército romano dirigido por Espurio Postumio Albino fue derrotado en el año 109 a. C., despertada la indignación del pueblo romano, el tribuno C. Mamilius Limetanus, presentó un proyecto de ley para investigar la conducta de todos los que habían recibido sobornos de Yugurta.
Mediante esta ley Opimio fue condenado junto con muchos otros miembros de la aristocracia. Él partió al exilio a Dirraquio en Epiro, donde vivió unos años, odiado e insultado por el pueblo, y finalmente murió en una gran pobreza.
Cicerón que, después de su consulado, se había identificado con el partido aristocrático, con frecuencia se lamentaba de la suerte de Opimio, y se quejaba de la crueldad mostrada hacia un hombre que había brindado muchos servicios a su país como la conquista de Fregellae y la destrucción de Graco. Él lo llamaba el Salvador de la Nación, y decía que su condena era una mancha, y una vergüenza para el pueblo romano.

## El vino de Opimio
El año en que fue cónsul Opimio (121 a. C.) fue recordado por el extraordinario calor del otoño que produjo una uva que dio un vino de calidad excepcional que fue conocido como vinum opimianum o vino de Opimio, por el nombre del cónsul del año. El vino se conservó, durante años, en forma excepcional.
Cicerón hablaba de él como en existencia cuando escribió su Bruto, ochenta y cinco años después del consulado de Opimio. Veleyo Paterculo, que escribió durante el reinado de Tiberio, dice que ninguno de los vinos se encontraba en existencia para ese tiempo, pero Plinio el Viejo, que publicó su trabajo en el reinado de Vespasiano, hace mención de su existencia, incluso en su época, 200 años después. Se redujo, señala, a la consistencia de la miel en bruto, y, al igual que otros vinos muy viejos, era tan fuerte y duro y amargo, que para beberlo había que diluirlo en agua.